# Guggenheim (Familienname)
Guggenheim ist der Familienname folgender Personen:
- Alis Guggenheim (1896–1958), Schweizer Bildhauerin und Malerin
- Benjamin Guggenheim (1865–1912), US-amerikanischer Industrieller und Titanic-Opfer
- Camille Guggenheim (1894–1930), Schweizer Jurist
- Charles Guggenheim (1924–2002), US-amerikanischer Regisseur und Produzent
- Daniel Guggenheim (Industrieller) (1856–1930), US-amerikanischer Industrieller und Philanthrop
- Daniel Guggenheim (Musiker) (* 1954), Schweizer Jazzsaxophonist
- David Guggenheim (aktiv im 21. Jh.), US-amerikanischer Drehbuchautor
- Davis Guggenheim (* 1963), US-amerikanischer Regisseur und Produzent
- Edward Guggenheim (1901–1970), englischer Physikochemiker
- Felix Guggenheim (1904–1976), deutsch-jüdischer Verleger
- Florence Guggenheim-Grünberg (1898–1989), schweizerische jüdische Aktivistin und Kulturhistorikerin
- Francesca Guggenheim-Pianzola  (1897–?), Schweizer Leichtathletin
- Friedrich Guggenheim (1854–1923), Schweizer und sächsischer Unternehmer, siehe Kaffeesurrogatfabrik Otto E. Weber
- Harry F. Guggenheim (1890–1971), US-amerikanischer Diplomat
- Hermann Guggenheim (Jurist) (1859–1926), Schweizer Jurist
- Hermann Guggenheim (Lithograf) (1864–1912), Schweizer Lithograf und Verleger
- Isaac Guggenheim (1854–1922), US-amerikanischer Industrieller und Philanthrop
- Kurt Guggenheim (1896–1983), Schweizer Schriftsteller
- Leopold Hirsch Guggenheim (1818–1884), Bürgermeister
- Lilli Guggenheim (1912–1942), deutsche Psychologin
- Marc Guggenheim (* 1970), US-amerikanischer Drehbuchautor
- Markus Guggenheim (1885–1970), Schweizer Biochemiker und Biophysiker
- Meyer Guggenheim (1828–1905), US-amerikanischer Industrieller
- Meyer Robert Guggenheim (1885–1959), US-amerikanischer Diplomat
- Murray Guggenheim (1858–1939), US-amerikanischer Industrieller und Philanthrop
- Paul Guggenheim (1899–1977), Schweizer Völkerrechtler
- Pegeen Vail Guggenheim (1925–1967), amerikanische Malerin
- Peggy Guggenheim (1898–1979), US-amerikanische Kunstmäzenin, Sammlerin und Galeristin
- Ralph Guggenheim (* 1951), US-amerikanischer Grafikdesigner und Filmproduzent
- Siegfried Guggenheim (1873–1961), deutscher Rechtsanwalt und Kunstsammler
- Simon Guggenheim (1867–1941), US-amerikanischer Geschäftsmann und Politiker
- Solomon R. Guggenheim (1861–1949), US-amerikanischer Industrieller und Stiftungsgründer
- Werner Johannes Guggenheim (1895–1946), Schweizer Dramatiker und (Ramuz-)Übersetzer
- William B. Guggenheim (1868–1941), US-amerikanischer Industrieller und Philanthrop
- Willy Guggenheim (Varlin; 1900–1977), Schweizer Maler